# Авл Корнелий Маммула (претор 191 года до н. э.)
Авл Корне́лий Мамму́ла (лат. Aulus Cornelius Mammula; умер после 191 года до н. э.) — римский военачальник и политический деятель из патрицианского рода Корнелиев, претор 191 года до н. э.
По результатам жеребьёвки Маммула получил в управление Бруттий, где должен был организовать оборону побережья от возможного нападения царя Антиоха III. Валерий Анциат сообщает, что позже Авл получил приказ от сената переправиться с войском в Этолию, если это сочтёт нужным консул Маний Ацилий Глабрион, но у исследователей эта информация не вызывает доверия.